# Oliver Reck
Oliver Reck (Frankfurt, 27 de fevereiro de 1965) é um ex-futebolista e treinador de futebol alemão.

## Carreira
Em 20 anos de carreira, iniciada em 1983 no Kickers Offenbach (52 jogos entre), Reck fez sucesso por Werder Bremen e Schalke 04, disputando 471 jogos da Bundesliga pelos 2 clubes - 345 pelo clube do norte alemão e 112 pelos Azuis Reais, com um gol marcado.
Pouco depois de sua aposentadoria, em 2003, foi para a comissão técnica do Schalke, como auxiliar-técnico (2003), treinador de goleiros (2003 a 2009) e técnico interino em duas oportunidades.
Comandou também Duisburg e Fortuna Düsseldorf (foi também preparador de goleiros nas 2 equipes), voltando ao Kickers Offenbach em 2016, substituindo Rico Schmitt.

## Seleção Alemã
Tendo jogado pela equipe Sub-21 da Alemanha Ocidental entre 1984 e 1989, Reck disputou a Olimpíadas de Seul, mas não foi lembrado para as Copas de 1990 e 1994, nem para a Eurocopa de 1992, a primeira competição oficial da Alemanha reunificada.
Sua única partida pelo Nationalelf foi em 1996, contra Liechtenstein, vencendo o jogo por 9 a 1. Na Eurocopa do mesmo ano, Reck foi campeão europeu, mas não entrou em campo. Depois da competição, não voltaria a ser convocado.

## Títulos
Werder Bremen
- Campeonato Alemão: 1988, 1993
- Supercopa da Alemanha: 1988, 1993, 1994
- Copa da Alemanha: 1991, 1994
- Taça dos Clubes Vencedores de Taças: 1992

Schalke 04
- Copa da Alemanha: 2001, 2002
- Copa da Liga Alemã: 2001, 2002

Alemanha
- Eurocopa: 1996